# 誌 HK FEATURE
誌 HK FEATURE（英語：Hong Kong Feature），是香港少數以專題報道為主的新聞傳媒。目前總編輯為關震海。

## 沿革
誌 HK FEATURE 由前明周記者關震海，於2019年創立，以記錄為主，專注並持續的詳盡的報道香港議題，集結成專題。主編關震海在創辦宣言明言：每個專題就如香港一個章節，《誌》以記錄為宗旨，我們敢去為香港立誌，亦敢於讓新一代言志，專注詳盡的做好專題報道，以供後世參考。
成立初時誌 HK FEATURE僅透過寫作平台medium和社交媒體發佈報道內容。誌在2019年8月11日上傳一段標題為《守護自己條Line的紅隧收費員》影片，獲得超過44萬人次觀看、3千5百次分享，是《誌》成立兩個多月以來，最受歡迎的影片之一。網民的留言中，有批評收費員眼光短視、不理解示威者訴求的，與此同時，也有不少留言是討論勞工保障和抗爭倫理的，可見觀眾看待此事件時不只單一角度。這就是《誌》報道的方式 —— 記錄場邊故事，有自己的角度，但也有讀者自由討論的空間。
2019年下旬正式啟動網站hkfeature.com ，該網站不只是作為新聞報道的發佈平台，也成為香港獨立記者的媒體平台。除此之外，關震海更悉心成立公民報道班，將自己在採訪現場所學所知傾囊傳授給新一代的年輕記者。
根據立場新聞報道《誌》每月開支至少十萬元（港元），當中包括「言志區」租金、三名全職員工的薪金，有時足以收支平衡，有時則入不敷出。疫情之中，實體店鋪「言志區」全無人流，《誌》幾度面臨倒閉，關震海頭一年無薪工作，自掏腰包投放超過 60 萬積蓄，已用得七七八八。他透過報道表示，並非沒有想過眾籌，但盡量不想打告急牌，最終決定推出會員制，希望以持續訂閱的方式和讀者建立穩健的關係，透過多元媒介提供優質詳盡的報道給讀者，藉此提倡「新聞有價」也給年輕的獨立記者多一份信心 。
2020年9月22日，香港警方向傳媒組織致函表示將修改《警察通例》中「傳媒代表」的定義；拒絶承認記者協會（記協）等媒體工作者工會的記者證作為辨識記者的方法。誌 HK FEATURE 、連同一眾獨立記者作為傳媒和記者的身份陷入灰色地帶。誌傳媒發表聲明表示：過去一年，我們辛苦經營，爭取成為政府新聞處新聞發布系統（GNMIS）的傳媒之一。新聞處職員回覆我們，有報刊牌照只是拿了入場資格，申請的最低門檻是該媒體一周至少要發布五篇報道，職員還說要「視乎報道版面及內容是什麼，其內容是否公眾關注政府有關的政策」，新聞官又舉例說「例如外國知名的《路透社》，就是真真正正做新聞的機構。」《誌》是一個以專題為主的媒體，發布篇數及頻率是就著專題性質及時效而定。政府所謂的「最低門檻」（一周五篇報道），是迫使我們疲於奔命做農場新聞，每天改圖，「餵飼」社交媒體的演算法之餘，還要滿足政府的「最低門檻」。
2022年11月，《誌》創辦者關震海推出《看不見的說話》一書，記錄了三年間六宗涉及聾人審訊案件的著作。他將這些案件結集成書，旨在質疑不透明的司法手語傳譯制度，並期望為聾人爭取公平審訊的機會。

## 外部鏈接
- 誌 HK FEATURE 記錄香港 香港有誌（页面存档备份，存于）